# Compagnie Nationale Excelsior
Excelsior (Екселсіор) — з 1901 року бельгійський виробник автомобілів. Штаб-квартира знаходиться в Брюсселі. У 1909 році компанія викуповує фірму Belgica. У 1927 році фірму купує компанія Imperia. У 1930 році компанія припинила виробництво автомобілів.

## Заснування компанії Excelsior
У Бельгії, як і у Франції, на зорі XX століття було безліч фірм, які випускали автомобілі, в основному це були масові «войтюретки» або трицикли, але були й виробники автомобілів класу люкс. Одним з таких виробників і була Compagnie Nationale Excelsior, частіше використовувалося коротко — Excelsior.
У 1901 році Артур де Конінк заснував компанію Cie Nantionale Excelsior, яка займалася продажем і обслуговуванням французьких автомобілів марки Aster, в січні 1904 року його фірма почала виробляти нічим не примітні автомобілі з двигунами вищезгаданої французької компанії Ateliers de Construction Mecanique l'Aster. Це були 1-, 2- або 4-циліндрові автомобілі, які мали дерев'яні рами, водночас починають продаватись і автомобілі марки Cornilleau & Sainte-Beuve, які виготовлялися в Парижі.
З 1905 року фірма починає випускати тільки 4-циліндрові автомобілі, і цього разу клієнтам пропонувалася «збірна солянка», так двигуни були від Aster, металеві шасі — від Arbel, мости — від Forges de Douai, і коробка передач — від фірми Malicet & Blin. Залежно від потужності машини називалися: 16CV (2.3 л мотор), 22CV (3.6 л) або 30CV з 3.8 л двигуном.

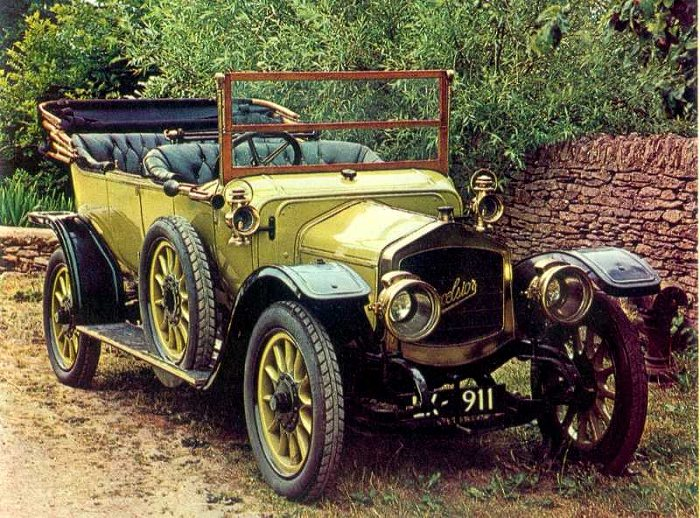
Excelsior D4 14/20CV Torpedo

Однак де Конінк, інженер за освітою, хоче розробити машину із власними вузлами, а не покупними, свою ідею він реалізовує в 1907 році, коли розробляє 4-циліндровий двигун об'ємом три літри і потужністю 20 к/с, який він встановлює на нову раму, крутний момент на новій машині, яка отримала індекс 14/20CV, передається не за допомогою ланцюга, а кардана. Оскільки майстерні, в яких починав свій бізнес інженер, стають тісними, то де Конінк придбав все в тому ж Брюсселі нові приміщення, попутно перейменовуючи фірму в Société A. de Coninck & Cie. У 1909 році фірма знову перейменовується, цього разу в Société des Automobiles EXCELSIOR, при цьому де Конінк прибирає до рук і вмираючий завод, що випускає автомобілі марки Belgica, заснований ще в 1899 році. У 1910 році ці машини починають брати участь у спортивних заходах, дебютуючи в Остенде. У тому ж році з'являється і перша 6-циліндрова модель — D6 18/24CV з мотором об'ємом в 4.4 літра і потужністю 66 сил.

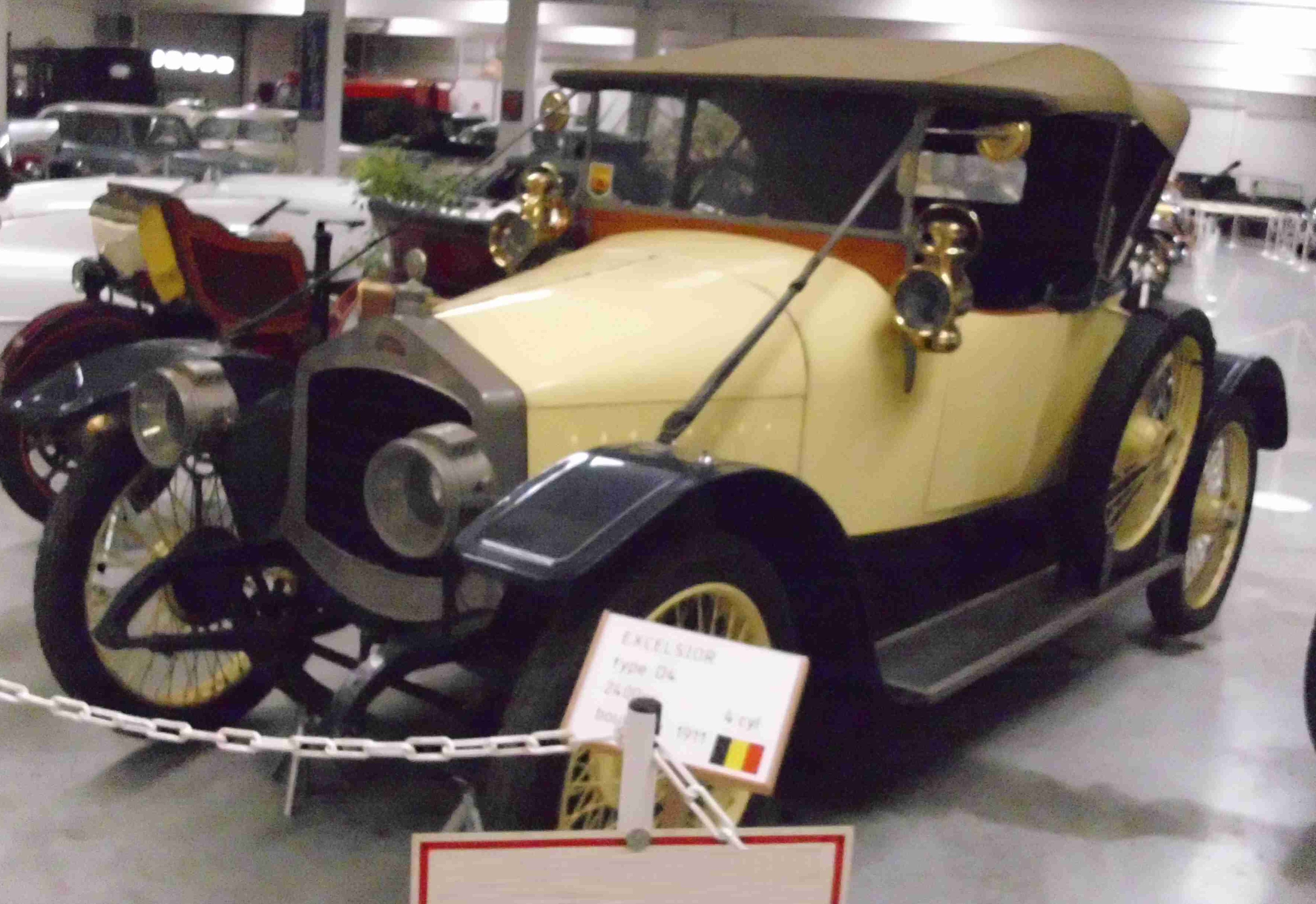
Excelsior D4 14/20CV Roadster

Буквально через рік модель 14/20CV перейменовується в D4 14/20CV, отримуючи при цьому 4-х ступеневу коробку передач від старшої моделі, змащення двигуна під тиском і шасі зі змащенням із нафтопродуктів, до цього використовували жирове змащування вузлів. Спортивний варіант моделі D4 14/20CV може розвивати швидкість до 142 км/год, дебютує ця машина у Франції на перегонах Coupe De L'Auto, а через кілька тижнів Рев'єр бере участь на ній у Гран-прі Франції — Le Grand Prix Des Vieux Tacots («Гран-прі Старої Черепиці»), правда через кілька кіл він вибув зі змагань, бо зрізало зубці в шестернях двигуна. Але невдачі у Франції були компенсовані кубком Coupe de Liederkerke, виграним у рідних пенатах.
У 1912 році для Гран-прі Франції будується 9.1 л спортивна машина, яка стає першою 6-циліндровою, що бере участь на цих заходах, в 1908 році британцями був заявлений Napier з такою ж кількістю циліндрів, правда їх машина так і не взяла участь у Гран-прі. Але перевага в кількості циліндрів не допомогла Жозефу Крістаену зайняти місце краще за шосте в загальному заліку, однак оскільки він не виступав у класі «войтюреток», то у своєму класі він зайняв почесне друге місце, слідом за Peugeot L76. У цьому ж році королівський двір Бельгії замовляє собі 6-циліндрову машину, всі ці факти грають на руку фірмі, яка купається тепер у променях слави та замовлень.
У 1913 році спортивна версія чотирициліндрової моделі, яка отримує верхнє розташування клапанів, стала називатися Typ DC 14/20CV Rapide, крім неї стали пропонувати й більш доступну версію таксі — Typ B 14/20CV Fiacre. Також з'являється новий флагман фірми — Typ F 29/30CV «Roi des Belges» з 5.3 л двигуном. У цьому ж році гоночний автомобіль отримує замість 3-х ступеневої коробки передач 4-х ступеневу, і тепер дві машини заявлені на Гран-прі Франції, які проходять цього разу не в Дьєпі, а в Ам'єні, водіями були вже згаданий Крістаен і британець «Купід» Хорнштед, але обидві машини мали проблеми із запалюванням, так що як Крістаен не старався, але краще восьмого місця зайняти він не зміг, британець прийшов 11-м. У тому ж році проходить марафон за маршрутом Брюссель — Санкт-Петербург, де Крістаен, що управляв D6 18/24CV, приходить першим до фінішу. У 1914 році Крістаен взяв участь в Інді 500 на гоночній машині 1913 року, де його машина зайняла 6 місце.
У цей час машина завойовує славу не тільки в перегонах, а й у вищому світі, королівський двір Бельгії замовляє ще один Excelsior до візиту президента Третьої республіки Пуанкаре до Бельгії. Саме на автомобілі цієї марки і зустрічав його король Альберт Перший, проте справжній бум продажів відбувається не на батьківщині, а у Великій Британії, куди тільки за 1913 рік поставили 250 автомобілів з кузовами від бельгійських ательє D'Ieteren і Vanden Plas, французького Binder або Belgravia з Англії.

## Післявоєнна діяльність
Під час Першої світової фірма припиняє виробництво автомобілів у зв'язку з окупацією країни Німеччиною. У 1918 році, коли німці йдуть з Бельгії, то вони вивозять всі запаси запчастин зі складів та демонтують обладнання, так що якийсь час фірма займається відновленням своїх виробничих потужностей. У підсумку наприкінці 1919 року запускається у виробництво модель Adex В (2 перші літери від імені творця Артур де Конінк і 2 останні від Екселсіор), мотор нової машини мав об'єм 4.7 літра і розвивав 70 сил. Серед інших особливостей — діагональний розподіл гальм всіх коліс і вперше застосований стабілізатор задньої осі, ці механізми позитивно позначалися на стабільності машини, і незабаром стабілізатор стали використовувати й інші виробники дорогих автомобілів. Крім простої версії стала пропонуватися і спортивна, яка завдяки кільком карбюраторам розвивала вже 85 к/с.
У жовтні 1922 року з'являється модернізований варіант Adex C. Мотор був збільшений до 5.3 л, розподільчий вал тепер розташувався вгорі, потужність становила близько 110 сил. Така потужність досягалася завдяки використанню 3-х карбюраторів системи Зеніт. Коробка передач була 3-ступенева, адже 4-ступенева виявилася занадто слабкою для такого мотора.
Автомобілі в залежності від кузова могли розвивати від 130 до 160 км/год, і це були цивільні версії, в Англії, наприклад, ще на початку 30-х швидкісний режим обмежувався 30 км/год в місті. 160 км/год розвивали, звісно, не цивільні версії, а спортивні, які були до того ж форсовані до 130 к/с. У травні 1923 року дві машини були виставлені на першому 24-годинному марафоні, який проходив у Ле-Мані, Андре Діль і Ніколя Керель взяли шосте місце в загальному заліку, і Канзак Лекурель Фло — восьме місце, при цьому перше і друге місця в класі більше 5-ти літрів залишилися за бельгійською командою, вони ж були єдиними, хто в ньому взагалі виступав. Незабаром у Франції, в Булоні проходить «Кубок Жоржа Буалло», де команда посідає п'яте і сьоме місця в загальному заліку. У 1925 році Шарльє показав найкращий час проходження кола в Circuit des Routes Pavees і посів у підсумку третє місце, а Керель в 1926 році займає друге місце у 24-годинному марафоні в Спа.
Наприкінці 1926 року машину оновлюють, її перейменовують на честь короля — Albert 1er 31/100CV. Мотор залишається колишнім, він також має кілька рівнів форсування, тобто потужність або 110 к/с, або 130 к/с, однак тепер ступенів в коробці передач стало чотири. Крім того, нова машина отримала і вакуумний підсилювач гальм типу Девандре на всі колеса. Машина дебютує у 24-годинному марафоні й одразу займає перше (Сенешаль/Керель) і друге (Діль/Ледур) місця в ньому, відтепер Excelsior стали називати бельгійським Bentley, а сама продукція починає конкурувати з марками Rolls-Royce, Hispano-Suiza, Isotta-Fraschini та іншими елітарними виробниками, звичайно, не в останню чергу завдяки надійності, ціні та немасовому виробництву.

## Excelsior у складі компанії Imperia. Припинення виробництва автомобілів. Закриття компанії
Однак останні чинники зіграли з підприємством злий жарт, фірма, яка випускала заледве сто автомобілів на рік, не могла дозволити собі великі фінансові витрати на спорт і модернізацію автомобілів, в результаті підприємство де Конінка виявилося в делікатному стані. Спочатку планувалося перейти під крило компанії FN, проте Ван Рогген, глава фірми Imperia, випереджає конкурентів і викуповує ексклюзивного виробника. Об'єднавши дві компанії, з'являється єдина фірма NV Automobiles Imperia-Excelsior, виробництво цих автомобілів перенесли з Брюсселя в Льєж.

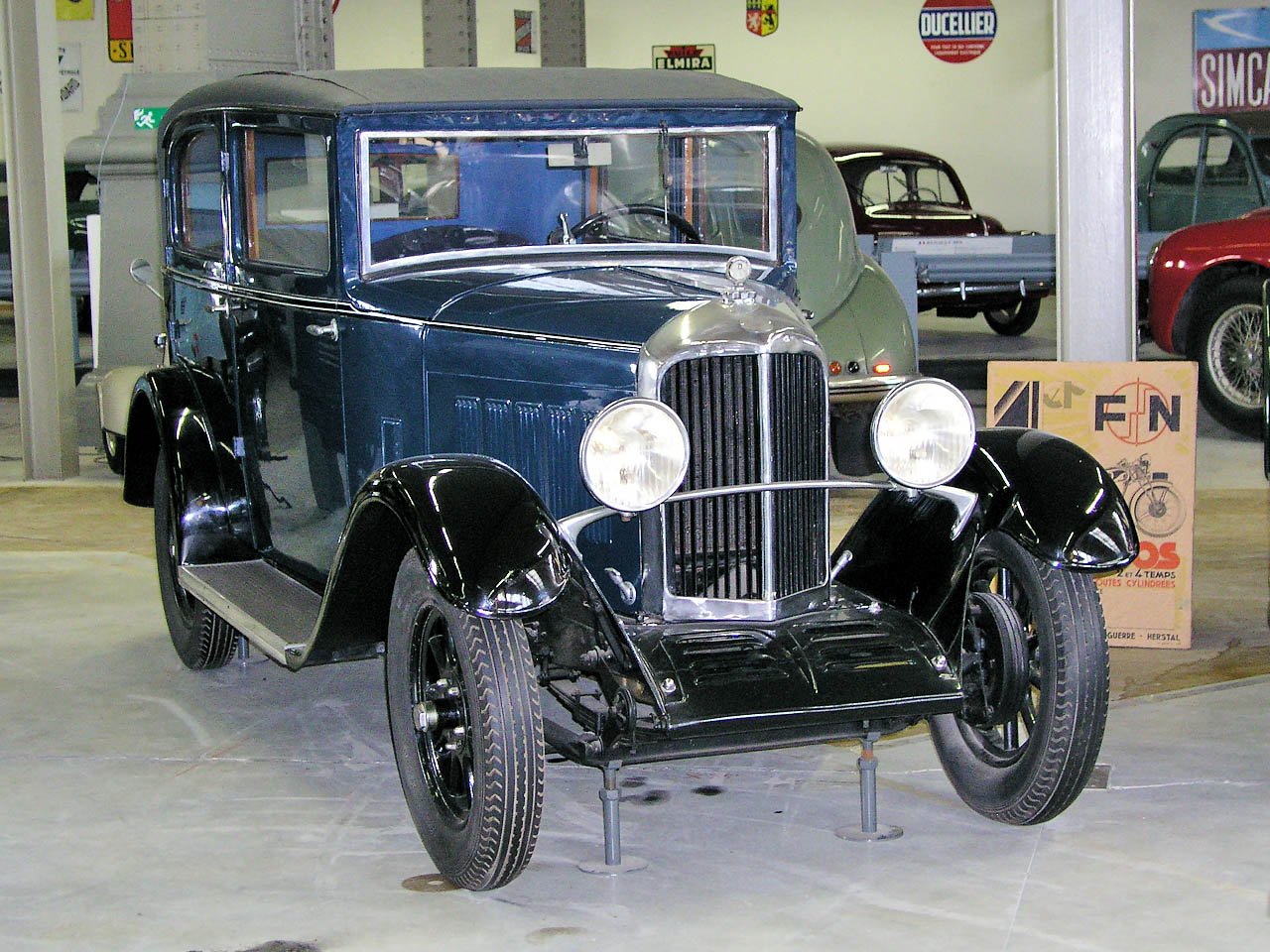
Imperia-Excelsior Albert 1er 30/80CV

У 1928 році з'явилася більш доступна версія Albert 1er 30/80CV, яка взяла участь у Ралі Монте Карло, але наставали важкі часи і попиту на дорогу машину вже не було, в грудні 1930 року фірма закрила свій шоурум в Брюсселі, тоді ж була продана остання машина цієї марки. У 1932 році ім'я Excelsior випало з назви фірми.
Завод в Завентемі та Брюсселі, який колись належав фірмі Belgica і де випускалися до 1927 року автомобілі Excelsior, а з 1927 року — кузова для Imperia, протримався до 1933 року, після чого він був закритий.

## Список автомобілів Excelsior
- 1905 — Excelsior 16CV
  - Excelsior 22CV
  - Excelsior 30CV
- 1907 — Excelsior 14/20CV
- 1910 — Excelsior D6
- 1911 — Excelsior D4
- 1913 — Excelsior Typ DC
  - Excelsior Typ B
  - Excelsior Typ F
- 1919 — Excelsior Adex В
- 1922 — Excelsior Adex C
- 1926 — Excelsior Albert 1er 31/100CV
- 1928 — Imperia-Excelsior Albert 1er 30/80CV